# 사쿠마 레이
사쿠마 레이(일본어: 佐久間 レイ, 1965년 1월 5일 ~ )는 일본의 성우. 도쿄도 세타가야구 출신. 성우 일을 하기 전에는 아이돌 가수였다.